# Monterchi
Monterchi és un municipi situat al territori de la província d'Arezzo, a la regió de la Toscana (Itàlia).
Limita amb els municipis d'Anghiari, Arezzo, Citerna, Città di Castello i Monte Santa Maria Tiberina.
Pertanyen al municipi de Monterchi les frazioni de Borgacciano, Fonaco, Le Ville, Padonchia, Pianezze, Pocaia i Ripoli.

## Galeria fotogràfica

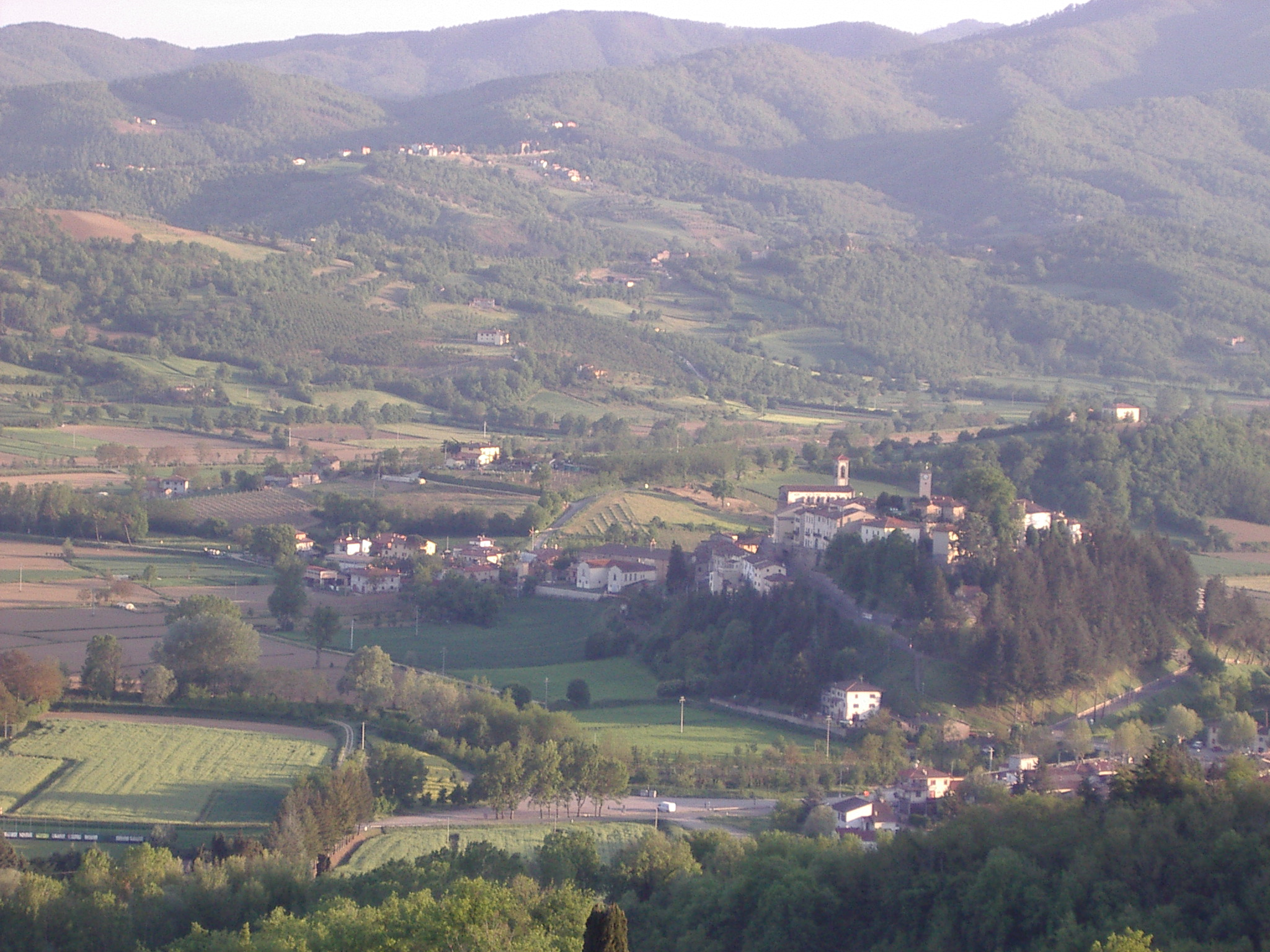
Vista del poble
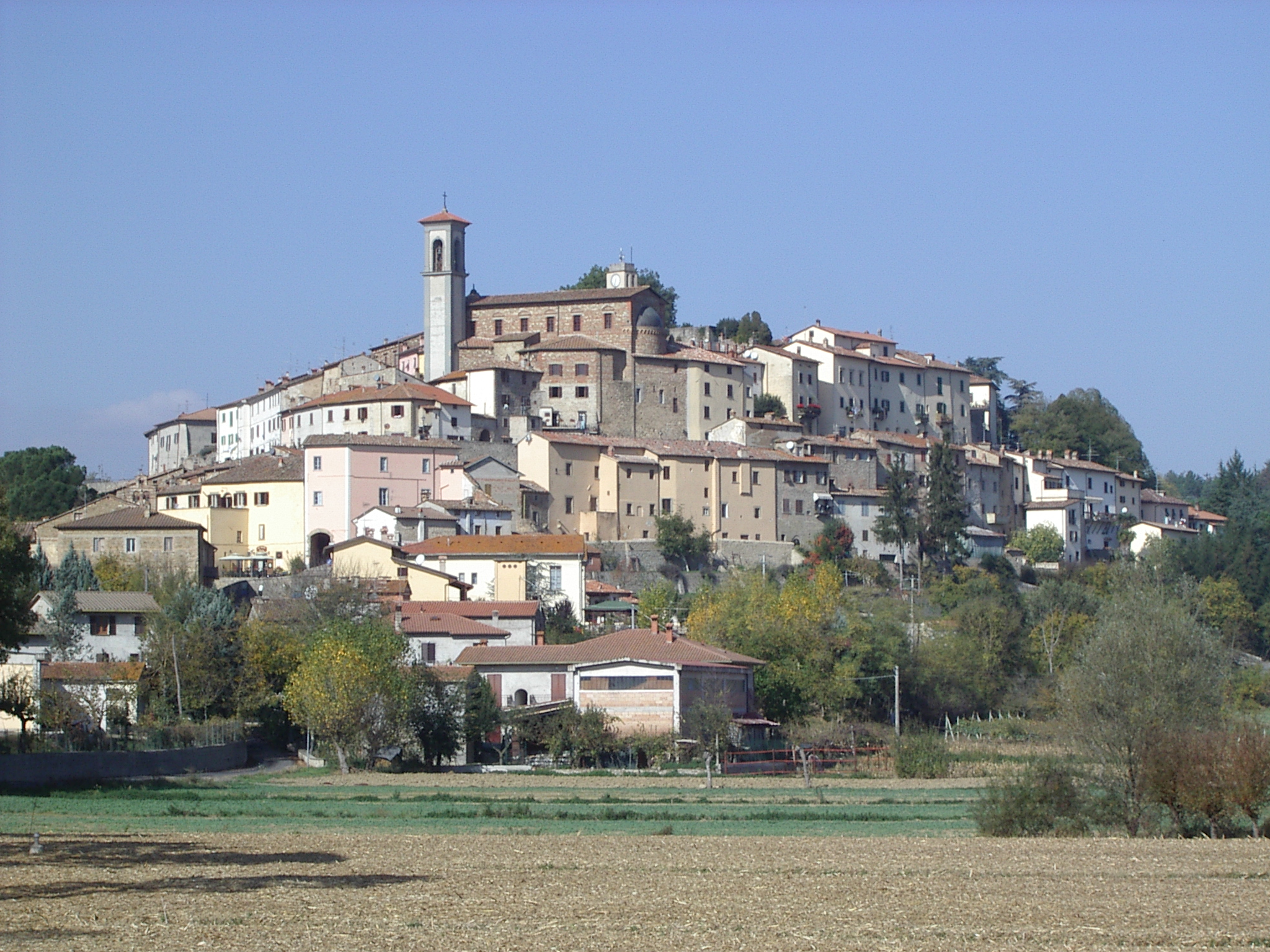
Vista de Monterchi